# Yigoga obscurior
Yigoga obscurior är en fjärilsart som beskrevs av Corti 1933. Yigoga obscurior ingår i släktet Yigoga och familjen nattflyn. Inga underarter finns listade i Catalogue of Life.